# ياسين أمعوش
ياسين أمعوش، من مواليد 26 جوان 1979، لاعب كرة قدم جزائري. ولعب مع نادي شبيبة القبائل.

## روابط خارجية
- ياسين أمعوش على موقع قاعدة بيانات كرة القدم.إي يو (الإنجليزية)
- ياسين أمعوش على موقع ناشيونال فوتبول تيمز (الإنجليزية)